# سیکلواوندکان
سیکلواوندکان (به انگلیسی: Cycloundecane) با فرمول شیمیایی C۱۱H۲۲ یک ترکیب شیمیایی با شناسه پاب‌کم ۱۳۶۱۴۴ است. که جرم مولی آن ۱۵۴٫۲۹ g/mol می‌باشد. 